# 미쇼촌 (사이타마현)
미쇼촌(御正村)은 사이타마현의 북부, 오사토군에 속했던 촌이다. 

## 역사
- 1889년 4월 1일 - 정촌제 시행에 의해 오사토군 미쇼촌이 성립하였다.
- 1896년 3월 29일 - 오사토 군이 한자와 군, 하라 군, 오부스마 군과 통합해 오사토 군이 된다.
- 1955년 1월 1일  - 오하라촌과 합병해 고난촌을 신설하였다.